# Pedro Colin
Pedro Paulo Hings Colin (Porto Alegre, 18 de setembro de 1927 – Nova Iorque, Estados Unidos, 1 de abril de 2008) foi um economista e político brasileiro.

## Vida
Filho de João Herbert Érico Colin e de Paula Colin, bacharelou-se em ciências econômicas pela Universidade Federal do Paraná, em 1962.

## Carreira
Pedro Colin foi vereador em Joinville na 4ª Legislatura (1959-1962), quando presidiu a casa. Ele foi o vereador mais votado na cidade, nas eleições de 1958.
Foi deputado à Assembleia Legislativa de Santa Catarina na 5ª legislatura (1963 — 1967) e na 6ª legislatura (1967 — 1971). Foi presidente da Assembleia Legislativa em 1970.
Foi deputado à Câmara dos Deputados na 44ª legislatura (1971 — 1975), na 45ª legislatura (1975 — 1979), na 46ª legislatura (1979 — 1983), como suplente convocado, eleito pela Aliança Renovadora Nacional (ARENA), e na 47ª legislatura (1983 — 1987), eleito pelo Partido Democrático Social (PDS).
Morreu em Nova Iorque, nos Estados Unidos, em 1 de abril de 2008, e está sepultado em Joinville, Santa Catarina, de onde sua família é originária.